# 中村太士
中村 太士（なかむら ふとし、1958年11月11日 - ） は、日本の環境学者、生態学者。北海道大学大学院農学研究院教授。元日本森林学会会長。紫綬褒章受章。みどりの学術賞等受賞。

## 人物・経歴
名古屋市出身。中学校時代から北海道に憧れ、ヒグマ研究会の影響などから、1981年北海道大学農学部林学科卒業。1983年北海道大学大学院農学研究科林学専攻修士課程修了。1984年北海道大学大学院農学研究科林学専攻博士課程中退。
1984年北海道大学農学部林学科砂防工学講座助手。1987年農学博士。1989年北海道大学大学院農学研究科林学専攻砂防学講座講師。1990年日本学術振興会海外特別研究員（アメリカ合衆国森林局北太平洋森林科学研究所留学、オレゴン州立大学林学部森林科学科客員助教）。1992年北海道大学大学院農学研究科環境資源学専攻森林管理保全学講座砂防学分野助教授。2000年北海道大学大学院農学研究科環境資源学専攻森林管理保全学講座森林施業計画学分野教授。2006年北海道大学大学院農学研究院環境資源学専攻森林管理保全学講座森林生態系管理学分野教授。
2004年砂防学会理事、日本地形学連合評議員。2008年ダム水源地環境整備センター水源地生態研究会グループ長。2010年釧路湿原自然再生協議会会長、北海道立総合研究機構研究評価委員会常任委員。2011年環境省中央環境審議会臨時委員、北海道国土利用計画審議会委員長、電力中央研究所河川生態系を支える森林の物質供給機能に関する研究評価委員会委員、北海道大学出版会企画委員、林野庁北海道森林管理局保護林管理強化対策事業検討委員会委員
。2012年日本森林学会理事、河川協会理事、北海道後志総合振興局小樽建設管理部朱太川川づくり検討委員会委員長、国土交通省北海道開発局帯広開発建設部札内川技術検討委員会委員長、新潟大学朱鷺の島環境再生リーダー養成ユニット外部評価委員、環境省北海道地方環境事務所知床世界自然遺産地域科学委員会委員、北海道建設部標津川特定河川改良工事に関るモニタリング調査専門員、林野庁北海道森林管理局森林生物遺伝資源保存林設定委員会委員、リバーフロント研究所河川･海岸環境機能等検討委員会委員、 林野庁治山懇話会世話人会世話人、林野庁北海道森林管理局大雪山・日高山脈森林生態系保護地域等管理委員会員、東京都環境局東京都における自然環境行政のあり方懇談会オブザーバー、明治コンサルタント治山技術高度化調査生物多様性保全型治山対策検討委員会委員、京都大学防災研究所気候変動リスク情報創成プログラム課題対応型の精密な影響評価に係る運営委員会委員、国土技術研究センター河川砂防技術基準検討委員会委員。2013年環境省北海道地方環境事務所北海道環境パートナーシップオフィス事業評価委員会委員長。
Geomorphology編集委員、Earth Surface Processes and Landforms編集委員、Water編集委員、日本森林学会会長、応用生態工学会副会長、国土交通省国土審議会委員、国土交通省社会資本整備審議会環境部会および河川分科会臨時委員、環境省中央環境審議会委員、環境省自然再生専門家会議委員等も歴任、リニア中央新幹線静岡工区環境保全有識者会議座長、知床世界自然遺産地域科学委員会委員長

## 著作
- 『流域一貫 : 森と川と人のつながりを求めて』築地書館 1999年
- 『森林の科学 : 森林生態系科学入門』（小池孝良と共編著）朝倉書店 2005年
- 『森林のはたらきを評価する : 市民による森づくりに向けて』（柿澤宏昭と共編著）北海道大学出版会 2009年
- 『川の蛇行復元 : 水理・物質循環・生態系からの評価』（編）技報堂出版 2011年
- 『河川生態学』（編）講談社 2013年
- 『北海道水辺の生き物の不思議』（川井唯史と共編）北海道新聞社 2013年
- 『森林と災害』（菊沢喜八郎と共編）共立出版 2018年
- "Biodiversity conservation using umbrella species : Blakiston's fish owl and the red-crowned crane"（編）シュプリンガー・サイエンス・アンド・ビジネス・メディア 2018年
- 『河川生態系の調査・分析方法』（井上幹生と共編）講談社 2019年

## 受賞
- 平成17年 日本森林学会賞[3]
- 平成21年 日本生態学会生態学琵琶湖賞[3]
- 平成23年 尾瀬保護財団尾瀬賞[3]
- 平成24年 みどりの学術賞[5]
- 平成25年 北海道大学研究総長賞[2]
- 平成29年 日本農学会日本農学賞・読売新聞社読売農学賞[4]
- 平成30年 紫綬褒章[5]
- 平成30年 北海道科学技術賞[2]